# Ignác Händl
Ignác Händl, křtěný Ignác Karel (2. srpna 1889 Čáslav – 17. března 1954 Praha) byl český varhaník a hudební skladatel.

## Život
Absolvoval na Pražské konzervatoři hru na varhany v roce 1909 a stal se varhaníkem v Čáslavi. Řídil orchestr Městského divadla v Pardubicích. Po vzniku Československa v roce 1918 odešel do Prahy, kde působil nejprve jako varhaník v kostele sv. Jindřicha a od roku 1919 až do své smrti, jako ředitel kůru v chrámu sv. Cyrila a Metoděje v Karlíně. Vynikal jako varhanní improvizátor.

## Dílo
Byl autorem více než stovky, převážně chrámových skladeb. Psal však také klavírní skladby, písně a smíšené sbory i taneční skladby.
Výběr z díla
- Missa solemnis
- 2 staroslověnské mše
- Mše česká
- Requiem
- Te Deum
- Asperges
- Pange Lingua
- Fantasie pro varhany c-moll
- Vánoční preludia
- Suita pro orchestr